# Дороватка (приток Корманги)
Дороватка — река в России, протекает в Бабушкинском районе Вологодской области. Устье реки находится в 26 км по правому берегу реки Корманга. Длина реки составляет 11 км.
Исток Дороватки расположен у нежилой деревни Акинницы в 15 км к северо-востоку от посёлка Зайчики (Рослятинское сельское поселение). Река течёт на юго-запад, крупных притоков нет. Всё течение реки проходит по ненаселённому лесному массиву.

## Данные водного реестра
По данным государственного водного реестра России относится к Верхневолжскому бассейновому округу, водохозяйственный участок реки — Унжа от истока и до устья, речной подбассейн реки — Бассей притоков Волги ниже Рыбинского водохранилища до впадения Оки. Речной бассейн реки — (Верхняя) Волга до Куйбышевского водохранилища (без бассейна Оки).
Код объекта в государственном водном реестре — 08010300312110000014788.